# Богачев, Виктор Фомич
Виктор Фомич Богачев (род. 30 сентября 1938, Ленинград) — советский гребец. Мастер спорта СССР.
Занимался в спортивном обществе «Труд». Воспитанник гребного клуба «Знамя». Участвовал в соревнованиях во всех классах судов: от одиночки до восьмерки.
Побеждал на международном турнире в честь 100-летия отечественного гребного спорта в восьмерке.
Участник Олимпийских игр 1960 года в Риме, где соревновался в восьмёрке. Кроме Богачева в составе экипажа были Лоренцсон, Баленков, Баринов, Дундур, Горохов, Гомолко, Иванов и Малик.
Чемпион СССР 1961 года и трехкратный обладатель Кубка СССР (1962, 1963, 1964). В 1965 году стал призёром советского первенства в двойке, выступая в паре с Юрием Тюкаловым.
Окончил Ленинградский механический институт (1962). Являлся профессором Санкт-Петербургского государственного университета. Доктор экономических наук. Специализируется на стратегическом менеджменте и экономике предпринимательства. За свою научную карьеру стал автором 250 научных трудов, включая 2 монографии. Заведующий Лабораторией теоретической экономики и регионального управления Института проблем региональной экономики РАН.
С 2015 года — президент Санкт-Петербургского гребного общества.